# Экспресс Леонардо

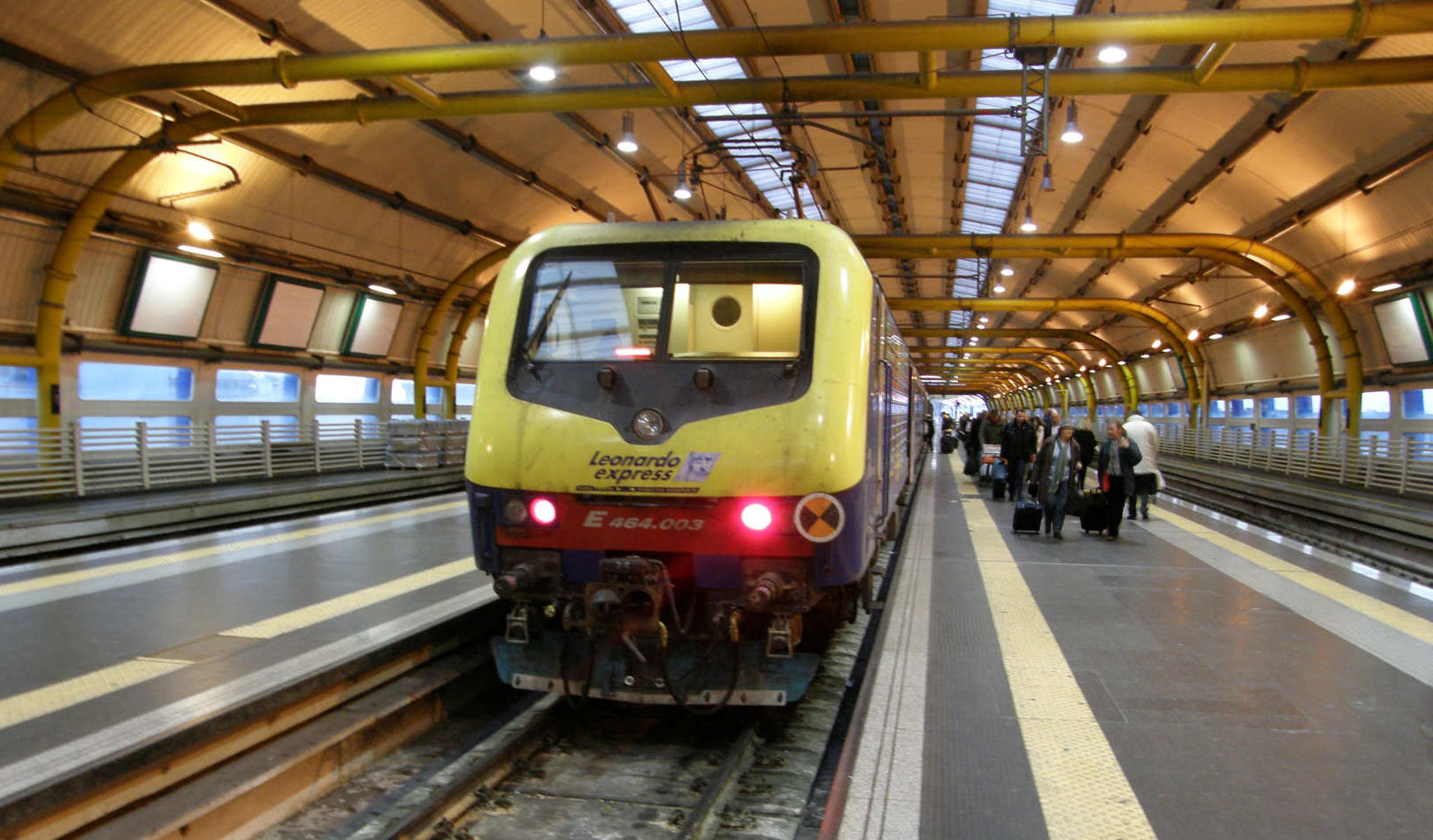
Поезд на железнодорожной станции Аэропорта

Экспресс Леонардо — скоростной поезд, соединяющий Рим и Международный аэропорт Леонардо да Винчи. Расстояние 37 км поезд преодолевает за 30 минут, при этом экспресс нигде не останавливается. Поезда отправляются каждые полчаса. Подвижной состав представляет 5 современных вагонов, оборудованных кондиционерами. С вокзала Термини состав отправляется с платформ 24 и 25. На поезд действует специальная цена — 15 евро (2015).
Также до аэропорта можно добраться по линии FR1, на которой поезд делает остановки, но при этом цена ниже, чем на экспресс.

## История
Первоначально сообщение между Римом и аэропортом Фьюмичино осуществлялось автобусами. 27 мая 1990 года в преддверии чемпионата мира 1990 года в Италии было открыто железнодорожное сообщение между аэропортом и городом. Поезда ходили до вокзала Остиенсе без остановок. В ноябре 1990 года была открыта промежуточная остановка в Трастевере.
Так как на тот момент с вокзала Остиенсе не ходили ни метро, ни городские автобусы, 26 сентября 1993 года линия была протянута до вокзала Тибуртина с остановками на промежуточных станциях.
27 ноября 1993 года сообщение протянуто до Термини.
Экспресс начал движение в феврале 2000 года.